# Raúl Corriveau
Raúl Corriveau PME (* 27. Juni 1930 in Buckland, Bellechasse, Kanada) ist Altbischof von Choluteca.

## Leben
Raúl Corriveau trat der Ordensgemeinschaft der Société des Missions-Étrangères bei und empfing am 1. Juli 1956 die Priesterweihe. Papst Johannes Paul II. ernannte ihn am 25. August 1980 zum Koadjutorbischof von Les Cayes in Haiti.
Der Erzbischof von Tegucigalpa, Héctor Enrique Santos Hernández SDB, weihte ihn am 8. Dezember desselben Jahres zum Bischof; Mitkonsekratoren waren Marcel Gérin y Boulay, Bischof von Choluteca, und Oscar Andrés Rodríguez Maradiaga SDB, Weihbischof in Tegucigalpa.
Nach der Emeritierung Marcel Gérin y Boulays PME folgte er ihm am 14. April 1984 als Bischof von Choluteca in Honduras nach. Am 17. Dezember 2005 nahm Papst Benedikt XVI. seinen altersbedingten Rücktritt an.